# Карољ
Карољ (мађ. Károly), је старо мађарско мушко име, турског (тур. karul) је порекла (тур. karul) (мађ. karvaly) што је име једне врсте птица на мађарском. Међутим негде у средњем веку је ово име поистовечено са именом Карл (тур. Karl) које вуче порекло од латинског имена (лат. Carolus). Немачки облик имена има значење: слободан, мушки, младић, сељак.
Женски, мађарски, облик имена је Карола

## Имендани
- 28. јануар.
- 2. март.
- 27. септембар.
- 4. новембар.

## Варијације
-,
-,
-,
-.

## Варијације у разним језицима
-,
-,
-,
-,
-,
-,
-,
-,
-,
-,
-.

## Познате личности
-, Шарл Азнавур певач француских шансона (јерменског порекла),
-, Чарлс Бронсон амерички глумац,
-, Карел Чапек чешки писац,
-, Чарли Чаплин глумац,
-, Чарлс Дикенс енглески писац,
-, Карл Маркс немачки теоретичар,
-, Карл Мај немачки писац,
-, Карло Понти италијански режисер,
-, Карољ Тан мађарски хемичар, поставио основе хемије у мађарској,

## Владари
- Карло III Дебели (832. - 13. јануар 888.) био је цар Светог римског царства (879—887.),
- Карло II Ћелави (13. јун 823. - 5. или 6 октобар 877.) је био краљ Француске
- Карло Велики
- Карло V Мудри (21. јануар 1338 -16. септембар 1380) био је краљ Француске из династије Валоа од 1364. до 1380.
- Карло Роберт или Карло I Мађарски или Карло I Роберт (1288.-16. јул 1342) је био краљ Мађарске (1310—1342).
- Карло III Прости (17. септембар 879 — 7. октобар 929.) је француски краљ (898—922.) из династије Каролинга.